# Armand-Dailly

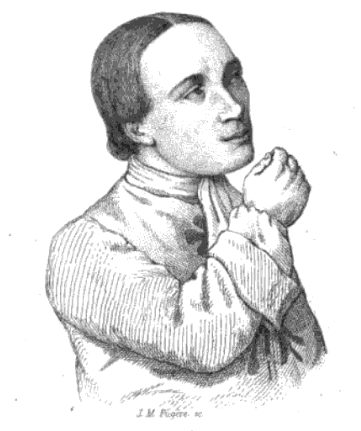
Porträt Armand-Daillys

Alexandre-Michel Dailly, bekannt zuerst unter dem Bühnennamen Armand und später Armand-Dailly (* 17. Oktober 1777 in Paris; † 10. September 1848 ebenda), war ein französischer Schauspieler.

## Karriere
Aus gutem Hause stammend – sein Vater war Goldschmied und Juwelier –, zeigte sich früh sein Talent für einen naiven Sarkasmus, verbunden mit gewinnendem Humor. Sein Debüt hatte Armand, wie er sich zuerst nannte, im Théâtre Doyen und wechselte dann an das Théâtre Mareux. Daran schloss sich ein Schauspielstudium am Pariser Konservatorium an. Das erste Engagement danach bekam er am Théâtre Louvois, das ihm sein Bekannter Louis-Benoît Picard verschaffte. Zuerst nur in Nebenrollen besetzt, fiel er bald als begabter Komödiant auf und wurde mit Carlin, einem Schauspieler der Commedia dell’arte, verglichen.
Dailly war sowohl beim Ensemble als auch bei Picard hoch angesehen und beim Publikum sehr beliebt. Er blieb der Bühne auch nach dem Umzug ins Odéon treu und war eine tragende Säule des Theaterbetriebs, weshalb er im Jahr 1812 ins Direktorium berufen wurde. Er setzte sich dafür ein, dass die Comédie-Française, die den Saal des Odéon drei Mal in der Woche belegte, einen anderen Spielort bekam, und reichte beim Innenminister Jean-Pierre Bachasson de Montalivet eine Petition dafür ein. Auch setzte er sich für Picard ein, das Theater über das Jahr 1815 hinaus leiten zu dürfen. 
Der Weggang setzte schleichend ein, als Dailly 1816 ein Viertelengagement an der Comédie erhielt. Dadurch, dass das Gebäude 1818 abbrannte, war erst 1820 nach Neuerrichtung wieder an einen Spielbetrieb zu denken und nachdem Picard 1821 seinen endgültigen Abschied gegeben hatte, hatte Dailly auch noch die provisorische Leitung der Bühne inne. Da das Odéon erster Spielort der Pariser Oper war, wurde Daillys Truppe daraus verdrängt und geriet dadurch in die Zweitklassigkeit, was Dailly bewog 1824, das Angebot an der Comédie anzunehmen. Um nicht mit seinem Kollegen Armand-Benoît Roussel, der sich ebenfalls Armand nannte, verwechselt zu werden, hängte er an seinen Künstler- noch seinen Familiennamen an.
Sein Debüt an der Comédie bestritt Armand-Dailly mit der Rolle des Monsieur de Pourceaugnac in Molières gleichnamiger Ballettkomödie, was rasendes Gelächter auslöste und ein durchschlagender Erfolg wurde. Er setzte seine Karriere an der Comédie ungestört fort, war aber nie auf die erste Hauptrolle erpicht, sondern setzte auf die Charaktere, die nur er ausfüllen konnte und in denen er unnachahmlich war. Schließlich wurde er nach acht Jahren 1831 in die Société de la Comédie-Française aufgenommen. Nach 18-jähriger Zugehörigkeit an der Comédie nahm Armand-Dailly 1843 seinen Bühnenabschied. Seine Abschiedsvorstellung wurde von seiner Kollegin Rachel, die die Phèdre gab, angeführt. Außerdem wurde ein Stück aus dem laufenden Programm des Théâtre du Gymnase und ein Vaudeville vom Théâtre du Palais-Royal aufgeführt. Dailly starb fünf Jahre später kurz vor seinem 71. Geburtstag in Paris.